# Текаш (муниципалитет)
Текаш (исп. Tekax) — муниципалитет в Мексике, штат Юкатан, с административным центром в городе Текаш-де-Альваро-Обрегон. Численность населения, по данным переписи 2010 года, составила 40 547 человек.

## Общие сведения
Название Tekax c майяйского языка можно перевести как: место, где заросли.
Площадь муниципалитета равна 2768 км², что составляет 6,94 % от площади штата, а наивысшая точка — 172 метра над уровнем моря, расположена в поселении Чульбалам.
Он граничит с другими муниципалитетами Юкатана: на севере с Мани, Теабо и Кантамаеком, на востоке с Тишмеуаком и Цукакабом, на западе с Ошкуцкабом и Акилем, а также граничит с другими штатами Мексики: на юго-востоке с Кинтана-Роо и на юго-западе с Кампече.

## Учреждение и состав
Муниципалитет был образован в 1825 году под названием Сьерра-Альта, в его состав входит 91 населённый пункт, самые крупные из которых:
| Код INEGI                  | Населённый пункт                                                                                                 | Численность населения (2005 год) | Численность населения (2010 год) |
| -------------------------- | --- | -------------------------------- | -------------------------------- |
| 079                        | Всего | 37454                            | 40547                            |
| 0001                       | Текаш-де-Альваро-Обрегон (исп. Tekax de Álvaro Obregón) 20°12′07″ с. ш. 89°17′17″ з. д. (административный центр) | 23524                            | 25751                            |
| 0010                       | Канкаб (исп. Kancab) 20°11′40″ с. ш. 89°20′44″ з. д.                                                             | 2670                             | 2819                             |
| 0036                       | Шая (исп. Xaya) 20°17′43″ с. ш. 89°11′11″ з. д.                                                                  | 1676                             | 1814                             |
| 0002                       | Беканчен (исп. Becanchén) 19°52′27″ с. ш. 89°13′01″ з. д.                                                        | 1573                             | 1713                             |
| 0015                       | Пенкуют (исп. Pencuyut) 20°17′25″ с. ш. 89°17′25″ з. д.                                                          | 1411                             | 1524                             |
| 0011                       | Киниль (исп. Kinil) 20°19′25″ с. ш. 89°08′00″ з. д.                                                              | 1068                             | 1127                             |
| 0033                       | Тикум (исп. Ticum) 20°08′55″ с. ш. 89°13′00″ з. д.                                                               | 927                              | 922                              |
| —                          | Прочие | 4605                             | 4877                             |
| Названия на карте Генштаба | |                                  |                                  |

## Экономика
По статистическим данным 2000 года, работоспособное население занято по секторам экономики в следующих пропорциях:
- торговля, сферы услуг и туризма — 38,5 %;
- сельское хозяйство и скотоводство — 32,6 %;
- производство и строительство — 27,9 %;
- безработные — 1 %.

## Инфраструктура
По статистическим данным 2010 года, инфраструктура развита следующим образом:
- протяжённость дорог: 372,1 км;
- электрификация: 95,7 %;
- водоснабжение: 98,3 %;
- водоотведение: 72,5 %.

## Достопримечательности
В муниципалитете можно посетить:
- церковь Святого Хуана Баутиста, построенную в XVII веке;
- скит Святого Диего;
- часовни Святого Франсиска и Вселенского Отца;
- археологические памятники цивилизации майя: Чамультун, Чунканаб, Ициц, Нокакаб и другие.

## Фотографии
- Церковь Святого Хуана Баутиста в Текаше
- Скит Святого Диего
- Пасущиеся животные на въезде в Канкаб